# Soulier d'or néerlandais
Le Soulier d'or néerlandais (en néerlandais : Gouden Schoen) est un trophée décerné par le quotidien néerlandais Voetbal International qui récompense annuellement depuis 1953 le meilleur joueur évoluant en Eredivisie lors de l'année civile écoulée. C'est la plus importante des récompenses donnée à un footballeur aux Pays-Bas.

## Attribution
Le gagnant est le joueur qui reçoit le plus de voix parmi un jury de plusieurs centaines de votants composé majoritairement de journalistes sportifs et de la totalité des joueurs évoluant en Eredivisie. Lors de la cérémonie, d'autres prix sont également en jeu dont celui du meilleur joueur de seconde division et celui du talent de l'année en Eredivisie.

## Statistiques

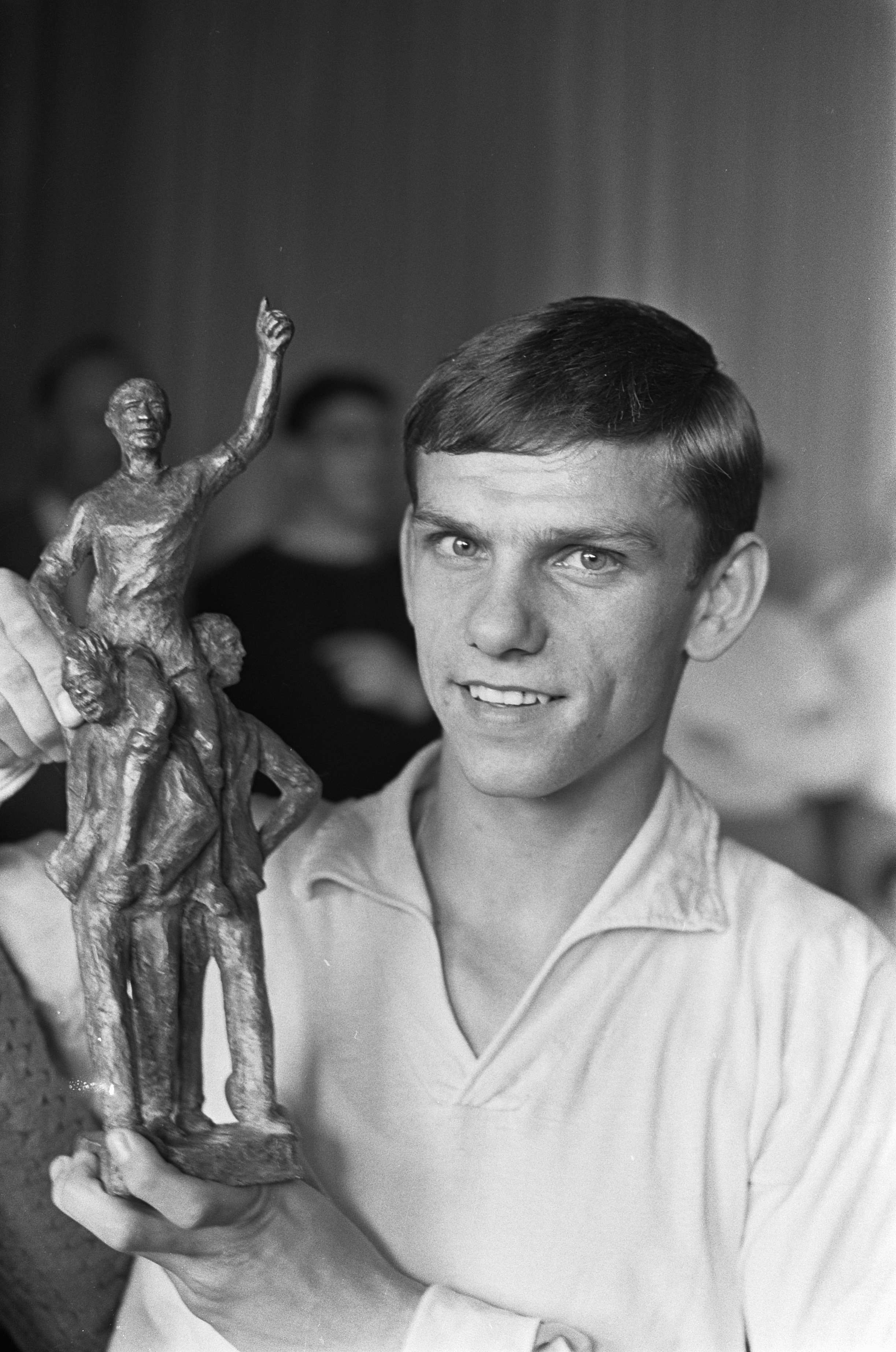
Willy Dullens élu meilleur joueur d'Eredivisie en 1966.

Les joueurs les plus récompensés sont Johan Cruijff et Mark van Bommel qui ont remporté 3 fois le trophée. Ils sont suivis de Coen Moulijn, Frank Rijkaard, Gerald Vanenburg, Danny Blind, Ruud Gullit, Ronald Koeman, Dennis Bergkamp, Ronald de Boer et Ruud van Nistelrooy (2 fois).
11 joueurs étrangers ont gagné ce trophée, principalement à partir des années 2000. Le premier vainqueur étranger est le Brésilien Romário en 1989. Aucun joueur étranger a gagné le trophée plus d'une fois.

## Palmarès

### Joueur de l'année

#### Joueurs étrangers
| Brésil (3)                                                 | Maroc (3)                                                                     | Uruguay               | Belgique                 | Côte d'Ivoire           | Serbie                                        |
| ---------------------------------------------------------- | ----------------------------------------------------------------------------- | --------------------- | ------------------------ | ----------------------- | --------------------------------------------- |
| - Romário en 1989 - Maxwell en 2004 - Afonso Alves en 2007 | - Mounir El Hamdaoui en 2009 - Karim El Ahmadi en 2017 - Hakim Ziyech en 2018 | - Luis Suarez en 2010 | - Jan Vertonghen en 2012 | - Wilfried Bony en 2013 | - Mateja Kežman en 2003 - Dušan Tadić en 2021 |

#### Tableau complet
| Année     | Vainqueur              | Nationalité | Club                |
| --------- | ---------------------- | ----------- | ------------------- |
| 1962-1963 | Reinier Kreijermaat    | Pays-Bas    | Feyenoord Rotterdam |
| 1963-1964 | Coen Moulijn           | Pays-Bas    | Feyenoord Rotterdam |
| 1964-1965 | Coen Moulijn           | Pays-Bas    | Feyenoord Rotterdam |
| 1965-1966 | Willy Dullens          | Pays-Bas    | RKSV Sittardia      |
| 1966-1967 | Eddy Pieters Graafland | Pays-Bas    | Feyenoord Rotterdam |
| 1967-1968 | Johan Cruijff          | Pays-Bas    | Ajax Amsterdam      |
| 1968-1969 | Gert Bals              | Pays-Bas    | Ajax Amsterdam      |
| 1969-1970 | Rinus Israël           | Pays-Bas    | Feyenoord Rotterdam |
| 1970-1971 | Willem van Hanegem     | Pays-Bas    | Feyenoord Rotterdam |
| 1971-1972 | Johan Cruijff          | Pays-Bas    | Ajax Amsterdam      |
| 1972-1973 | Willy Brokamp          | Pays-Bas    | MVV Maastricht      |
| 1973-1974 | Willy Brokamp          | Pays-Bas    | MVV Maastricht      |
| 1974-1975 | Rinus Israël           | Pays-Bas    | Excelsior Rotterdam |
| 1981-1982 | Martin Haar            | Pays-Bas    | HFC Haarlem         |
| 1982-1983 | Piet Schrijvers        | Pays-Bas    | Ajax Amsterdam      |
| 1983-1984 | Johan Cruijff          | Pays-Bas    | Ajax Amsterdam      |
| 1984-1985 | Frank Rijkaard         | Pays-Bas    | Ajax Amsterdam      |
| 1985-1986 | Ruud Gullit            | Pays-Bas    | PSV Eindhoven       |
| 1986-1987 | Ronald Koeman          | Pays-Bas    | PSV Eindhoven       |
| 1987-1988 | Ronald Koeman          | Pays-Bas    | PSV Eindhoven       |
| 1988-1989 | Romário                | Brésil      | PSV Eindhoven       |
| 1989-1990 | Jan Wouters            | Pays-Bas    | Ajax Amsterdam      |
| 1990-1991 | Dennis Bergkamp        | Pays-Bas    | Ajax Amsterdam      |
| 1991-1992 | Dennis Bergkamp        | Pays-Bas    | Ajax Amsterdam      |
| 1992-1993 | Marc Overmars          | Pays-Bas    | Ajax Amsterdam      |
| 1993-1994 | Ronald de Boer         | Pays-Bas    | Ajax Amsterdam      |
| 1994-1995 | Danny Blind            | Pays-Bas    | Ajax Amsterdam      |

| Année     | Vainqueur            | Nationalité   | Club                |
| --------- | -------------------- | ------------- | ------------------- |
| 1995-1996 | Danny Blind          | Pays-Bas      | Ajax Amsterdam      |
| 1996-1997 | Jaap Stam            | Pays-Bas      | PSV Eindhoven       |
| 1997-1998 | Edwin van der Sar    | Pays-Bas      | Ajax Amsterdam      |
| 1998-1999 | Ruud van Nistelrooy  | Pays-Bas      | PSV Eindhoven       |
| 1999-2000 | Ruud van Nistelrooy  | Pays-Bas      | PSV Eindhoven       |
| 2000-2001 | Mark van Bommel      | Pays-Bas      | PSV Eindhoven       |
| 2001-2002 | Pierre van Hooijdonk | Pays-Bas      | Feyenoord Rotterdam |
| 2002-2003 | Mateja Kežman        | Serbie        | PSV Eindhoven       |
| 2003-2004 | Maxwell              | Brésil        | Ajax Amsterdam      |
| 2004-2005 | Mark van Bommel      | Pays-Bas      | PSV Eindhoven       |
| 2005-2006 | Dirk Kuijt           | Pays-Bas      | Feyenoord Rotterdam |
| 2006-2007 | Afonso Alves         | Brésil        | SC Heerenveen       |
| 2007-2008 | John Heitinga        | Pays-Bas      | Ajax Amsterdam      |
| 2008-2009 | Mounir El Hamdaoui   | Maroc         | AZ Alkmaar          |
| 2009-2010 | Luis Suarez          | Uruguay       | Ajax Amsterdam      |
| 2010-2011 | Theo Janssen         | Pays-Bas      | FC Twente           |
| 2011-2012 | Jan Vertonghen       | Belgique      | Ajax Amsterdam      |
| 2012-2013 | Wilfried Bony        | Côte d'Ivoire | Vitesse Arnhem      |
| 2013-2014 | Daley Blind          | Pays-Bas      | Ajax Amsterdam      |
| 2014-2015 | Georginio Wijnaldum  | Pays-Bas      | PSV Eindhoven       |
| 2015-2016 | Davy Klaassen        | Pays-Bas      | Ajax Amsterdam      |
| 2016-2017 | Karim El Ahmadi      | Maroc         | Feyenoord Rotterdam |
| 2017-2018 | Hakim Ziyech         | Maroc         | Ajax Amsterdam      |
| 2018-2019 | Matthijs de Ligt     | Pays-Bas      | Ajax Amsterdam      |
| 2020-2021 | Dušan Tadić          | Serbie        | Ajax Amsterdam      |
| 2021-2022 | Cody Gakpo           | Pays-Bas      | PSV Eindhoven       |